# آكلات الحشرات (رتبة)
آكلات الحشرات هي ثالث أكبر رتب طائفة الثدييات بعد القوارض والخفافيش حيث تحتوي 77 جنس و400 نوع.
تنتشر في معظم أرجاء العالم ما عدا أستراليا وشمال أمريكا الجنوبية ومنطقة القطبين. آكلات الحشرات هي ثدييات تضم القنافذ والطوابين والزَّبابات وبعض الحيوانات الأخرى التي تتصف بصغر حجمها. ويشبه كثيرٌ منها القوارض إلا أنها تختلف عنها بفقدان القواطع الإزميلية الشكل. وقد يكون جسمها أسطوانياً كالطوابين، أو دقيقاً كالزَّبابات، أو ممتلئاً وذا سطح علوي بأشواك صغيرة كالقنافذ.

## صفاتها العامة
تضم آكلات الحشرات عدداً من الثدييات المشيمية الابتدائية الضعيفة التخصص التي تتوزع في عدد من الفصائل الضعيفة القرابة فيما بينها. جمجمتها منخفضة ولا ترتفع عن مستوى الخرطوم الطويل الذي يدعم الخطم المجهز بأشعار حسية يستعملها الحيوان في التفتيش عن الطعام. والقشرة الدماغية لديها ضعيفة التشكل، والبصلتان الشميتان كبيرتان تتلاءمان مع حس الشم القوي لديها. أما صيوان الأذن فمتباين الشكل، فهو معدوم لدى الأشكال الحفّارة كالمناجذ، ونام عند القنافذ؛ والعيون متباينة الحجم أيضاً، إلا أن أغلبها صغير، وتلتحم أجفان بعض الأنواع كالمناجذ فيبقى تحسسها مقتصراً على اختلافات الشدة الضوئية، في حين تتصف الذبابات الشجرية والذبابات الفيلية بعيون كبيرة وحس رؤية جيد.
ويتراوح عدد أسنانها بين 26 و44 سناً، وكلها مدببة أو تحمل حدبات تسهم في التقاط الحشرات وسحقها. ويتراوح عدد القواطع بين 3 و6 أشفاع، أما الأنياب فتبدو صغيرة وضعيفة خلاف ما يلاحظ لدى اللواحم [ر] (عدا الخلد الأوربي Talop europaea). أما الأضراس فيحمل تاجُها عدة حدبات مخروطية الشكل تسهم في سحق الغذاء. ويحمل هيكل الأطراف كثيراً من صفات الثدييات المشيمية الابتدائية. فالترقوة لديها تضمن اتصال عظم لوح الكتف بالقص (عدا ثعالب الماء). وغالباً ما يكون عظما الساعد (الزند والكعبرة) منفصلين أحدهما عن الآخر وجيدي النمو. وتحوي اليد خمسَ أصابع إلا أن ليد الخلد الذهبي أربع أصابع فقط، كما تحمل أيدي هذه الحيوانات مخالب ضخمة تشبه المناكيش تساعد في عملية الحفر.
ويحمل عظم الفخذ حافة جانبية تمثل «مِدْوَراً» ثالثاً ترتكز عليه العضلات. وتلتحم أحياناً نهايتا الظنبوب والشظية، الأمر الذي يحد من الحركة الجانبية للقدم، إلا أنه يساعد كثيراً في الحركة الأمامية الخلفية للحيوان. ويختلف شكل الذيل وفقاً لسلوك الحيوان؛ فآكلات الحشرات الحفارة معدومة الذيل أو ذات ذيل قصير، وللقنافذ البطيئة الحركة ذيول قصيرة، أما الأنواع المتسلقة والراكضة فذات ذيول جيدة النمو.
وأما كساء الجسم من شعر أو فرو فمتباين بتباين الأنواع، فالقنافذ ذات أشعار شوكية، ويبدي فرو الخلد الذهبي بريقاً معدنياً زاهياً، وتتلون فراء بعض آكلات الحشرات بألوان أكثرها بني أو رمادي أو أسود. أما الأنواع النهارية منها فألوانها فاتحة.

## بيئتها
تعيش آكلات الحشرات في بيئات متنوعة. فالزّبابات تعيش على سطح الأرض في الغابات والأراضي العشبية، وهي قليلة في الصحارى. أما المناجذ فيقتصر وجودها اقتصاراً رئيساً على مروج المناطق المعتدلة، وتعيش القنافذ في الغابات والأراضي العشبية، وتوجد ثعالب الماء على ضفاف المجاري المائية في أواسط إفريقية، والزّبابات الشجرية في آسيا الاستوائية.

## سلوكها
تعتمد آكلات الحشرات على الغذاء الحيواني اعتماداً أساسياً. فهي تتغذى باللافقاريات وبعض الفقاريات الصغيرة. فالمناجذ مثلاً تتغذى بالديدان ويرقات الحشرات، وتمارس معظم صيدها في جحورها التي تُعَد أفخاخاً تسقط فيها فرائسها من اللافقاريات. وتتغذى القنافذ بالحشرات أو الضفادع والفئران والطيور والعظايا والأفاعي. أما الزَّبابات المائية فتقتات على السرطانات والأسماك الصغيرة والبرمائيات، كما تفتش بعض الزَّبابات عن فرائسها بين بقايا أوراق الشجر وفي الأخاديد والأنفاق الترابية مستعينة بحاستيّ الشم واللمس.
وتحصل آكلات الحشرات على كفايتها من الماء عن طريق الطعام أو الندى، إلا أن بعضها كالزَّبابات الشجرية مثلاً يستطيع شرب الماء والاستحمام به أيضاً. ولا تعتمد آكلات الحشرات كثيراً على حاسة الرؤية في تحديد الاتجاهات، إلا أن لحاستي الشم واللمس الدور الكبير في هذا المجال، كما تعتمد بعض الزَّبابات وبعض أنبوبيات الأسنان Solenodontidae في تحديد المكان على الاستشعار بالصدى، فهي تُصْدِرُ موجات صوتية عالية التردد تراوح بين 5 و31 كيلو هرتز تنعكس وترتد إليها، مما يساعدها على هذا التحديد. وقد تَصْدُر هذه الأصوات عن طقطقات يُحدثها اللسان أو الحنجرة، أو عن اهتزاز صفوف الأشواك المتداخلة على الظهر وسوى ذلك.
أما مساكنها (جحورها) فهي أيضاً متباينة بتباين الأنواع، فقد تبني بعضها جحورها بين الجذور وفي الجذوع الشجرية، أو قد تحفر لنفسها مأوى في التراب على شكل أنفاق، أو تستولي على أنفاق غيرها من الحيوانات. إلا أن أعقد هذه الجحور ما تصنعه المناجذ، فهي تكون بشكل أنفاق دائرية متحدة المركز يتصل بعضها ببعض بأنفاق شعاعية، وتمتد منها أنفاق أخرى سطحية. ويُستَدل على أماكن وجودها من أكوام التراب الصغيرة التي تبقى متناثرة هنا وهناك في الأراضي التي تقطنها المناجذ.
وتختلف آكلات الحشرات في دفاعها عن نفسها. فالقنافذ مثلاً تكوِّر نفسها وتتحوَّل إلى كرة شائكة يستحيل فيها على المهاجم إيذاؤها أو التهامها، وتنتصب أشواك التنريقات فجأة وتَخِزُ المهاجم، وتُصدِرُ أنبوبيات الأسنان من أفواهها صفيراً في وجه المهاجم، كما تفرز بعض الزَّبابات من أفواهها لعاباً ذا خواص سمية.
أما السلوك الاجتماعي فيتمثل أساسياً في علاقة الأم بصغارها. فالزبابات والمناجذ تؤلف جماعات من الأمّات وصغارها. وترافق الصغارُ أمّاتها لتدلها على مواطن الغذاء ونوعه ووسائل تمييزه، وتعلمها الهجوم والدفاع والاقتناص وسبل الحياة المختلفة. وتتم مرافقة الأم في كثير من الأحيان على شكل صف يتمسك كل صغير فيه بفرو ردف الآخر، والأول بردف أمه.
وتتفاهم آكلات الحشرات بعضها مع بعض عن طريق طقطقات ذات توتر عالٍ تصدرها الأفواه الفاغرة أحياناً حينما تقترب الحيوانات البالغة من بعضها، أو عن طريق تلامس الخطوم.

## تكاثرها
لآكلات الحشرات في المناطق المعتدلة، مثل الزَّبابات والمناجذ والقنافذ، أوقات تكاثر دورية، في حين تتكاثر الأنواع الاستوائية على مدار السنة. وغالباً ما يحدث سلوك غَزَلي واقتراني قد يتجلى بِعَضِّ الذكر رقبة الأنثى في أثناء الاقتران. وتراوح مدة الحمل بين أسبوعين وثلاثة أسابيع بين الزَّبابات، إلا أنها تصل إلى 60 يوماً عند الزَّبابات الفيلية والزَّبابات الشجرية. ويختلف عدد الأجنَّة في البطن الواحد وفقاً للنوع، وهي غالباً متعددة. وتفتح الصغارُ عيونها وآذانها خلال أسبوع من ولادتها، وهي تُفْطَمُ عادة بعد ثلاثة أسابيع من الولادة أو أربعة، وتنضج جنسياً بعد بضعة أسابيع. وتختلف المدة القصوى لحياتها باختلاف الأنواع، وهي تراوح بين بضعة أشهر وعدة سنوات.

## أهميتها
لآكلات الحشرات أهمية كبيرة في التوازن البيئي، فهي مرحلة مهمة في السلسلة الغذائية، إذ تقوم بالتهام الحشرات أو أطوارها اليرقية والديدان وبعض القواضم والأفاعي. وبالمقابل فإن كثيراً من الزواحف [ر] كالأفاعي، والطيور الجارحة كالنسور والصقور، والثدييات كالكلاب والهررة وغيرها تعيش على افتراس آكلات الحشرات.
كما ينقل بعضُها عدداً من الأمراض إلى الإنسان أو الحيوان، فالزَّبابات قد تحمل مرض الطاعون، كما تستضيف الزبابات الفيلية عامل مرض الملاريا.
لايستعمل كساء آكلات الحشرات في صناعة الملابس إلا نادراً وذلك لعدم جودة الفراء التي يستخلص منها. إلا أن جحورها تصبح ملاجئ للقواضم فتقوم هذه بقرض جذور النباتات وتخريبها.

## تصنيفها
وتضم آكلات الحشرات الحديثة الحية 406 أنواع تنتمي إلى 77 جنساً مصنفة في تسع فصائل، أهمها المناجذ Talpidae الحفارة (وأحياناً مائية) التي تضم 22 نوعاً تنتمي إلى 15 جنساً، والزَّبابات Soricidae، وأفرادها صغيرة الحجم (بضعة سنتمترات)، وتتناول من الغذاء يومياً ما يساوي وزنها الذي يبلغ عند بعض الأنواع 4غرامات فقط. وهناك أيضاً 14 فصيلة منقرضة يصنفها العلماء في آكلات الحشرات.
تعود أقدم متحجراته إلى منتصف العصر الطباشيري وأقدم العوائل المعترف بها إلى العصر الآيوسيني.
و يدور جدل كبير حول تصنيف هذه الرتبة بسبب قلة القواسم المشتركة بين أنواعها وإمكانية ايجاد رتب جديدة منها وتجميع أنواع جديدة في إطار مختلف.
و يحتج أصحاب هذا المنهح بالنص الذي ورد عن مصنفها باتلر عام 1972 م والذي يقول
" أي متحجر ينتمي لفوق الرأسيات ليس وثيق الصلة بإحدى الرتب الأخرى يصنف مع آكلات الحشرات"
لذا نعت باتلر بالفوضوية وعدم تحري الدقة فكان جراء ذلك أن انشقت رتبتان من رتبة آكلات الحشرات وهنّ :
- زبابيات الفيل
- زبابيات الشجر